# Tuổi Trẻ
Tuổi Trẻ (prononcé [tuəj˧˩˧ ʈɛ˧˩˧] et signifiant « Jeunesse » en vietnamien) est un important quotidien vietnamien, publié en vietnamien depuis Hô Chi Minh-Ville. C'était à l'origine une publication de l'Union de la jeunesse communiste de Hồ Chí Minh (en vietnamien Đoàn Thanh niên Cộng sản Hồ Chí Minh) de Ho Chi Minh-Ville et, bien qu'elle soit toujours le porte-parole officiel de cette organisation, elle est devenue le plus important journal du pays. En 2007, son tirage quotidien était de 450 000 exemplaires.
Le journal imprimé comprend Tuổi Trẻ daily, l'hebdomadaire Tuổi Trẻ Cuối Tuần et le bimensuel Tuổi Trẻ Cười. Les versions en ligne comprennent une version vietnamienne Tuổi Trẻ Online et une version anglaise Tuoi Tre News.

## Histoire
Tuoi Tre Newspaper a été officiellement créé le 2 septembre 1975. Cependant, son précurseur était des tracts de propagande publiés par des étudiants et des élèves de Saigon lors de leurs mouvements anti-américains pendant la guerre du Viêt-Nam.
À ses débuts, Tuoi Tre circulait trois fois par semaine. Le 1er septembre 2000, il a commencé à en publier un de plus le vendredi. Le 2 avril 2006, il est devenu un quotidien.

## Bureaux
Son siège social est situé au 60A, rue Hoàng Văn Thụ, quartier 9, district de Phú Nhuận, dans la zone urbaine de Hô Chi Minh-Ville, non loin de l'aéroport international de Tân Sơn Nhất. Tuoi Tre a 8 bureaux de représentation à Hanoï au 72A rue Thuy Khue (actuellement au 15 rue Doc Ngu - quartier Ba Dinh tandis que le bâtiment de la rue Thuy Khue est en reconstruction), Nghệ An, Huế, Đà Nẵng, Qui Nhơn, Nha Trang, Đà Lạt et Cần Thơ.

## Position
Qualifié de « pro-réformiste » par la BBC, le journal a rencontré à plusieurs reprises des démêlés avec les autorités communistes.
En mai 1991, son rédacteur en chef a été limogé lorsque le journal a publié un article reconnaissant avec inquiétude le mariage précoce de Hô Chi Minh avec Zeng Xueming. Vũ Kim Hạnh (vi), ancienne directrice éditoriale du journal Tuoi Tre, a été licenciée.
En 2000, il a commandé une enquête auprès des jeunes de Hô Chi Minh-Ville qui a révélé que Bill Gates était plus admiré que Hô Chi Minh. Cela a abouti à la destruction des exemplaires publiés par les censeurs d'État et à la sanction de trois éditeurs,.
En 2005, le journal publie une série d'articles d'investigation sur la monopolisation du marché pharmaceutique par Zuellig Pharma. Le journaliste, Lan Anh, a ensuite été licencié.
En juillet 2018, le gouvernement a suspendu la publication en ligne du journal pendant 3 mois et lui a infligé une amende de 220 millions de đồngs. La mesure disciplinaire est intervenue après que le journal a publié un article le 19 juin 2018 citant le président Trần Đại Quang d'accord avec la nécessité d'une nouvelle loi concernant les manifestations. Il a laissé en place le commentaire d'un lecteur, dans un autre article précédemment publié le 26 mai 2017, qui a été jugé par l'Autorité de la presse comme « divisant l'unité nationale » L'Autorité de la presse a déterminé que le contenu de l'article citant le président était « faux » et « a causé de graves répercussions ».